# سليم الحاج إبراهيم
سليم عبد الرحمن الحاج إبراهيم (1895 – 22 نوفمبر 1963)، هو زعيم سياسي فلسطيني قومي، وُلِدَ ونشأ في مدينة طولكرم الفلسطينية، يُعد أحد أبرز زعماء الحركة الوطنية الفلسطينية في القرن العشرين، وعُرف بلقب "الزعيم"، فقد كان أحد أبرز أنصار الثورة العربية الكبرى ضد الدولة العثمانية، وأحد أبرز مُؤسسي وأعضاء جمعية العربية الفتاة في دمشق، وأحد أبرز الشخصيات التي عملت إلى جانب الأمير فيصل بن الحسين في دمشق، حيث شغل حيزًا كبيرًا في عهد فيصل وطيلته، ومُؤسس "النادي العربي" في دمشق عام 1918 ورئيسه، وأحد مُؤسسي حزب الاستقلال العربي عام 1919 وعضو لجنته التنفيذية الأولى، وعضو المؤتمر السوري العام عام 1919 الذي يُعد أول برلمان تشريعي في سورية، كما كان له الدور المباشر في اندلاع الثورة السورية ضد الفرنسيين عام 1919، وهو أحد مُؤسسي "الجمعية العربية الفلسطينية" في دمشق عام 1920، وفي عام 1920 حكمت عليه فرنسا بالإعدام فعاد إلى فلسطين، وكان عضوًا في المؤتمر العربي الفلسطيني في فلسطين خلال فترة العشرينات، وفي عام 1936 كان رئيسًا للجنة القومية الفلسطينية وأحد رموز وقادة الثورة الفلسطينية الكبرى، فنفته بريطانيا خارج فلسطين منذ عام 1936 وحتى عام 1946، وساهم في تشكيل "عصبة الدفاع عن فلسطين" في العراق عام 1936، وفي آواخر الحرب العالمية الثانية اعتقلته ألمانيا، وفي عام 1947 تولى منصب المدير العام لصندوق الأمة العربية.

## نشأته وتحصيله العلمي
وُلِدَ سليم عبد الرحمن الحاج إبراهيم في مدينة طولكرم بفلسطين عام 1895 في زمن الدولة العثمانية لعائلةٍ معروفةٍ وثريةٍ في المدينة؛ فوالده هو السياسي عبد الرحمن الحاج إبراهيم رئيس بلدية طولكرم. تلقى سليم تعليمه في مدارس مدينته طولكرم منها المدرسة الفاضلية في المدينة، ثم واصل تعليمه في المدرسة السلطانية في بيروت في ذلك الزمن من أيام الحُكم العثماني.

## حياته السياسية

### العهد العثماني
كان سليم في دمشق قبل انهيار الحُكم العثماني، وبدأ حياته السياسية عام 1914 في دمشق عضوًا ناشطًا برفقة اللبناني عبد الكريم الخليل في الجمعيات العربية السرية المُناهضة لحكم الدولة العثمانية أبرزها جمعية العربية الفتاة، فأصبح سليم أحد أبرز أعضاء الجمعية، وانضم معه إلى الجمعية كُلٌ من عبد اللطيف صلاح وعوني عبد الهادي ورفيق التميمي ومحمد عزة دروزة ومعين الماضي وآخرين.
ووفق مخطوطات المؤرخ اللبناني عجاج نويهض فقد بدأ عبد الكريم الخليل وسليم عام 1915 في التخطيط لإشعال ثورة في دمشق وتوابعها ضد العثمانيين، واختار الخليل سليم ليكون أحد قادة الثورة، على أن تبدأ الثورة بالاستيلاء على المقار الحكومية والعسكرية العثمانية في دمشق ويناصرها تشكيلاتٌ ثورية في الساحل السوري، لكن جمال باشا اعتقل الخليل قبل حدوث الثورة وأعدمه في 21 أغسطس 1915 في ساحة الشهداء وسط بيروت.
أسهمت جمعية العربية الفتاة، بعد ذلك، في التمهيد للثورة العربية الكبرى ضد الحُكم العثماني التي انطلقت عام 1916، حيث التحق سليم بالثورة برفقة الأمير فيصل بن الحسين، ليصبح سليم من أبرز أنصار الثورة العربية ضد العثمانيين.

### عهد فيصل
في مطلع أكتوبر 1918 دخل الأمير فيصل بن الحسين إلى دمشق بصحبةِ حشدٍ من أبرز شخصيات الثورة العربية كان منهم سليم وأحمد قدري وتحسين قدري ورستم حيدر ورفيق التميمي وآخرين، لينهي فيصل السيطرة العثمانية ويُعلن تأسيس الحكومة العربية في دمشق، فكان سليم أحد أبرز الشخصيات التي عملت إلى جانب الأمير فيصل، إذ كان يحتلُ موقعًا مركزيًا في الجمعية العربية الفتاة وهي المُوجه الأساسي للحكومة العربية.
وبالتزامن مع تأسيس الحكومة العربية في دمشق في تلك الفترة من العام 1918 فقد أسس سليم برفقة الشيخ عبد القادر المظفر "النادي العربي" في دمشق، فكان سليم عضوًا في اللجنة التنفيذية للنادي ومعه فوزي البكري ومحمد عزة دروزة وآخرين، كما تولى سليم رئاسة النادي.
احتل سليم بذلك موقعًا رئيسيًا في الحكومة العربية وفي دوائر التأثير وصنع القرار استمدها من مَوقعيّه المركزييّن في كُلٍ من الجمعية العربية الفتاة والنادي العربي. وفي هذا يكتب محمد عزة دروزة في مذكراته قائلًا: "ورأت الهيئة المركزية للجمعية (العربية الفتاة) التي كانت حزب عهد فيصل أن تنشئ ناديًا عربيًا للدعاية والنشاط السياسي والثقافي والشعبي، وأشركت الهيئة مع سليم الشيخ عبد القادر المظفر.. وقد ازدهر النادي تحت إدارتهما وأشغل حيزًا كبير فيما كان يجري من نشاط جياش في دمشق، وكانت تعقد فيه الاجتماعات وتلقى فيه الخطب السياسية والوطنية.. وشغل سليم نتيجة لذلك حيزًا كبيرًا في العهد الفيصلي".
في 5 فبراير 1919 ساهم سليم برفقة أعضاء الجمعية العربية الفتاة في تأسيس حزب الاستقلال العربي "الواجهة العلنية للجمعية" واختير عضوًا في اللجنة التنفيذية الأولى للحزب وبرفقته فوزي البكري ومحمد عزة دروزة.
في يونيو 1919 أصبح سليم عضوًا في المؤتمر السوري العام برفقة سعيد الكرمي مُمثليّن عن طولكرم، إذ أُرسِلت إليهما توكيلاتٌ من أهالي طولكرم تختارهما مُمثليّن للمدينة، وهو المؤتمر الذي يُعد أول سلطة تشريعية وأول برلمان مُنتخب في سورية، واستمر حتى يوليو 1920.

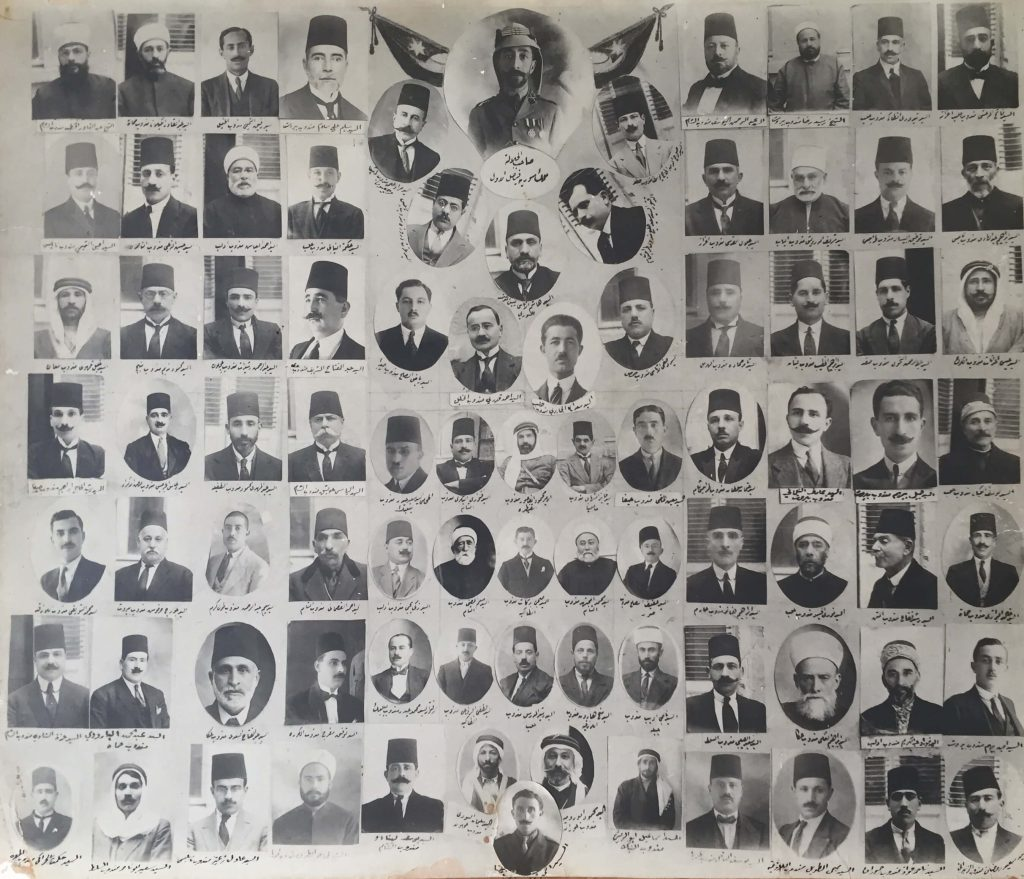
أعضاء المؤتمر السوري العام وتظهر صورة سليم في الصف الثالث من الأسفل من جهة اليسار في الصورة الثالثة.

كان لسليم دورٌ مفصليٌ تاريخيٌ في انطلاق الثورة السورية ضد الفرنسيين عام 1919؛ ففي عام 1919 زار الأمير فيصل بلدة تلكلخ السورية برفقة سليم الذي كان من كبار مُستشاريه ومُساعديه، فاجتمعا بزعماء عشيرة "الدنادشة" في البلدة، وكان سليم هو الشخص الذي طلب الدنادشة أن يكون ضابط الاتصال بينهم وبين الأمير فيصل، وقد جاء اختيار الدنادشة للزعيم الفلسطيني سليم في كونه صديقٌ قديمٌ لهم ولكي لا يشك الفرنسيّون بأي تحرك. وفي سبتمبر 1919 أبلغ فيصل لسليم للقيام بالثورة، فعمل سليم وإسماعيل نامق على نقل الأسلحة بنفسهما إلى الدنادشة في قرية لفتايا السورية وزارا القرية واجتمعا مع أهلها، لتقوم بذلك ثورة الدنادشة في ديسمبر 1919 في بلدة تلكلخ السورية. يقول محمد عزة دروزة في مذكراته: "وأسهم (سليم) في حركة تل كلخ الثورية ضد الاحتلال الإفرنسي التي كانت 1919، فتعزز اسمه ومركزه"، ويضيف دروزة في مذكراته قائلًا: "ومما نذكره مشهد قدوم سليم عبد الرحمن وعبد الرزاق الدندشي وبعض رفقاهما في أثناء ذلك من تل كلخ إلى دمشق وهم يلبسون الثياب العسكرية ويتمنطقون بأحزمة الرصاص وعلى أكتافهم البندقيات وفي أوساطهم المسدسات وبعض القنابل اليدوية تتدلى من أحزمتهم مما أثار الحماس الشديد في دمشق".
عندما بدأ الفلسطينيون في دمشق يستشعرون بالمطامح البريطانية في تعزيز المشروع الصهيوني في فلسطين فقد اجتمع في مقر النادي العربي بدمشق في 31 مايو 1920 حشدٌ من الشخصيات الفلسطينية التي كانت على صلة وثيقة بحكومة الأمير فيصل وبينهم سليم وأعلنوا عن تأسيس "الجمعية العربية الفلسطينية"، وقد تشكلت الهيئة الإدارية للجمعية من كُلٍ من سليم وأمين الحسيني وعارف العارف ورفيق التميمي ومحمد عزة دروزة ومعين الماضي. وكان من الأنشطة البارزة للجمعية أن دعت إلى توحيد عمل الجمعيات الفلسطينية، واحتجت بشدة على قرار مؤتمر سان ريمو القاضي بانتداب بريطانيا على فلسطين، ووجهت دعوة إلى مُسلمي الهند محذرةً لهم من "الخطر الصهيوني"، ورفعت إلى البابا احتجاجها حول القضية الفلسطينية. وقد بادر أعضاء هذه الجمعية وبينهم سليم إلى تشكيل "جمعية فتى فلسطين" السرية والتي كانت غايتها توجيه حراكٍ عسكريٍ وعملياتٍ مُسلحة ضد البريطانيين في فلسطين.
في يوليو 1920 جاء الانتداب الفرنسي على سوريا، فأغلقت سُلطات الانتداب الفرنسية النادي العربي في دمشق وحظرت أنشطته، وفي 9 أغسطس 1920 أصدر المجلس العسكري الحربي التابع لسلطة الانتداب الفرنسي في دمشق حكمه بالإعدام ومصادرة الأملاك على أعضاء النادي وهم سليم وبرفقته أحمد قدري وخير الدين الزركلي ورياض الصلح وعادل أرسلان ورفيق التميمي وشكري الطباع وآخرين، وبذلك لم يعودوا إلى دمشق طيلة تلك الفترة، وعليه فقد عاد سليم إلى مدينته طولكرم في فلسطين.

### عهد الانتداب البريطاني
عاد سليم إلى مدينته طولكرم عام 1920، وتولى زعامة "النادي العربي الوطني" في طولكرم والذي كان قد تأسس في المدينة أواخر عام 1918، وهو النادي الذي كان في ذلك الوقت الإطار التنظيمي السياسي الوطني الوحيد في مدينة طولكرم والذي كان استكمالًا لمسيرة النادي في دمشق، فتولى بذلك قيادة الحركة الوطنية الفلسطينية في طولكرم، وقد شاركه صديقه السياسي الفلسطيني عبد الله سمارة في قيادة النادي والحركة الوطنية في المدينة.
سليم بكونه زعيمًا لقضاء طولكرم، فقد اختير عضوًا في المؤتمر العربي الفلسطيني مُمثِلًا لطولكرم لعدةِ دورات؛ وهو المؤتمر الذي يُعد بمثابة المجلس النيابي للشعب الفلسطيني إبان فترة الانتداب البريطاني، فكان عضوًا في المؤتمر العربي الفلسطيني الرابع الذي انعقد في مدينة القدس بتاريخ 25 مايو 1921، وعضوًا في المؤتمر الخامس الذي انعقد في مدينة نابلس بتاريخ 22 أغسطس 1922، وعضوًا في المؤتمر السادس الذي انعقد في مدينة يافا في أكتوبر 1925، وعضوًا في المؤتمر السابع الذي انعقد في مدينة القدس بتاريخ 20 يونيو 1928، وقد بقيت عضوية المؤتمر السابع قائمة حتى انحلال المؤتمر بوفاة رئيس اللجنة التنفيذية للمؤتمر موسى كاظم الحسيني في 26 مارس 1934.

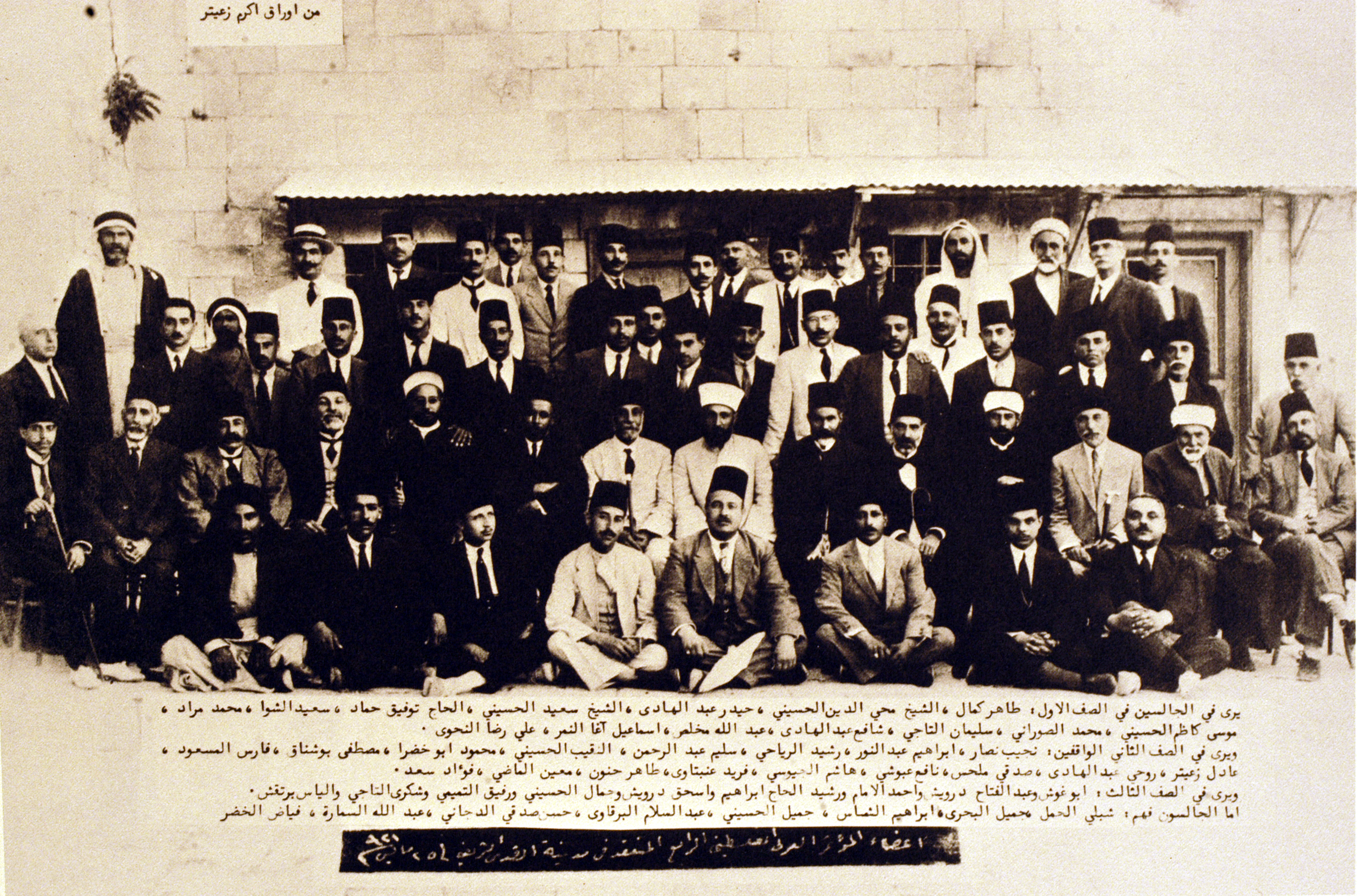
أعضاء المؤتمر العربي الفلسطيني الرابع في القدس وبينهم سليم (الشخص الرابع يمينًا من الصف الثالث)، مايو 1921.
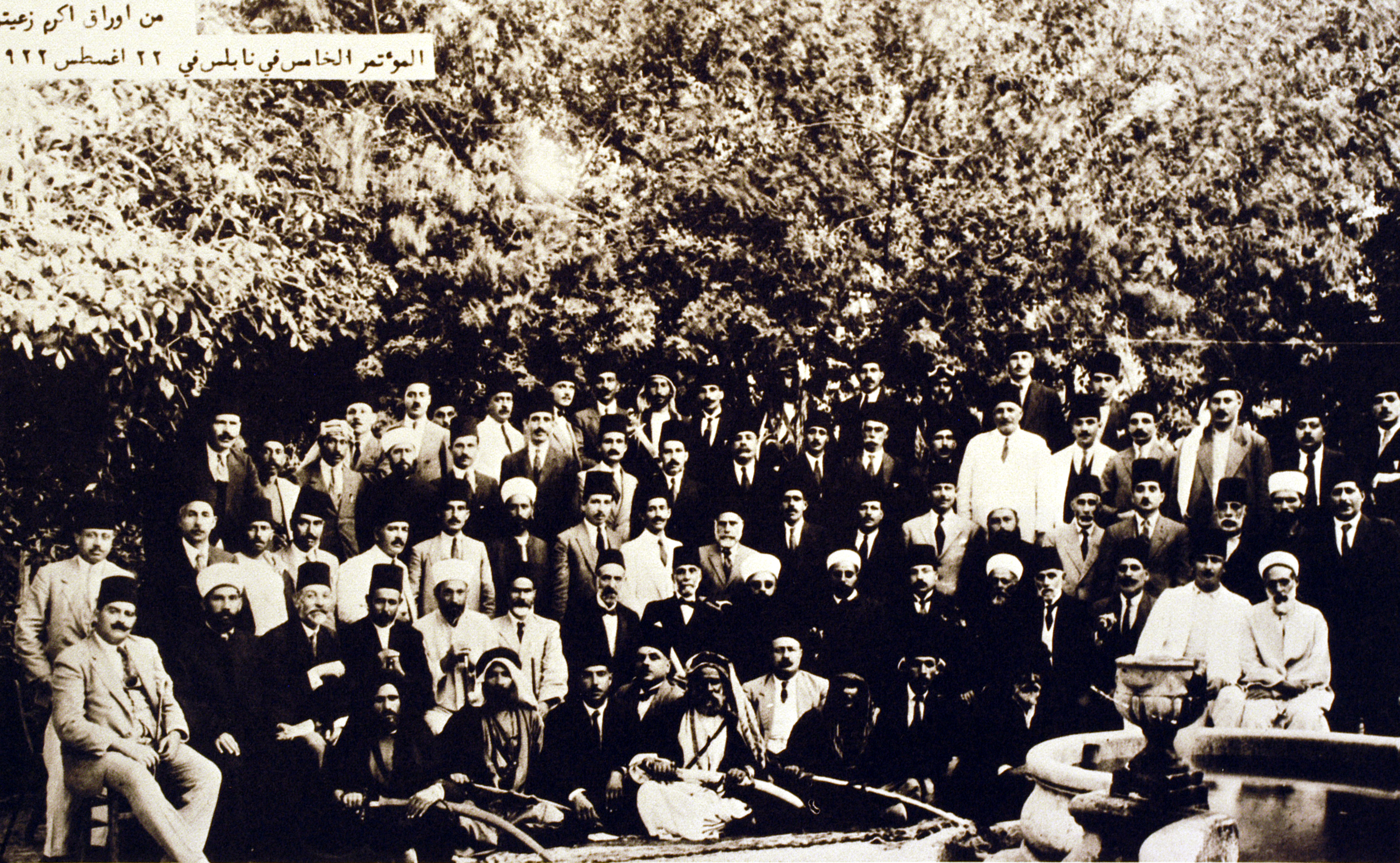
أعضاء المؤتمر العربي الفلسطيني الخامس في نابلس وضمنهم سليم (الشخص الثالث يسارًا من الجالسين في الصف الأول)، أغسطس 1922.
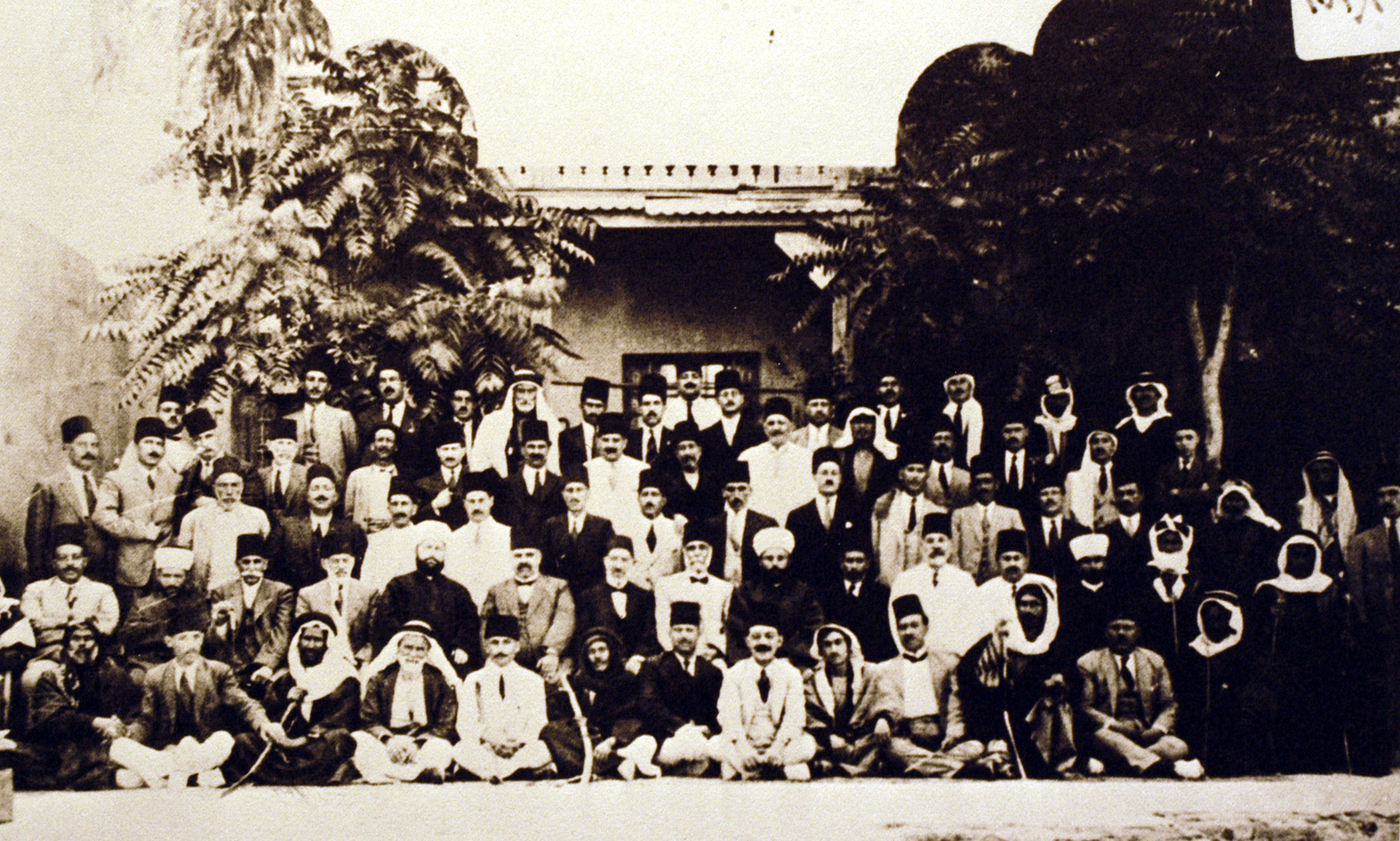
أعضاء المؤتمر العربي الفلسطيني السادس في يافا وبينهم سليم، أكتوبر 1925.

في يونيو 1924 أوقفته سُلطات الانتداب البريطاني وزجت به في سجونها، فاحتجت اللجنة التنفيذية للمؤتمر العربي الفلسطيني على اعتقاله بكونه أحد أعضائها، وعقدت اللجنة التنفيذية للمؤتمر اجتماعًا لها في القدس مرتين لتدارس حيثيات الاعتقال، ووَجَهَ رئيس اللجنة التنفيذية موسى كاظم الحسيني رسالةً احتجاجيةً باسم اللجنة التنفيذية إلى المندوب السامي البريطاني جاء فيها: "الذي استجلب أنظار الأمة واسترعى سمعها الغرابة المتكونة من وقوع مثل تلك التهم الشنيعة على رجل كبير في مبدئه، كبير في نفسه، كبير في قومه، عرفته الأمة زعيمًا مخلصًا وقائدًا متفانيًا في خدمتها". وفي نوفمبر 1924 أُفرِجَ عن سليم، وكان رئيس الحزب الوطني الفلسطيني المُحامي سليمان التاجي الفاروقي قد تولى الدفاع عنه في المحاكم.
كتب سليم المقالات في صحفٍ عدة مُنذ بدايات الانتداب البريطاني على فلسطين، فكان أحد أبرز الصحفيين الفلسطينيين في تلك الفترة، وواصل نشاطه الصحفي والسياسي، وفي 15 أبريل 1925 أسس سليم في مدينة طولكرم صحيفة الاتحاد العربي، فكان مدير تحريرها، وهي أول جريدة فلسطينية تصدر في المدينة، وكان شعارها "باسم العرب نحيا وباسم العرب نموت".

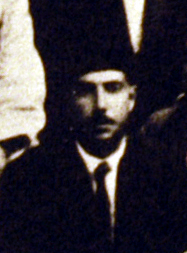
سليم في 22 أغسطس 1922.
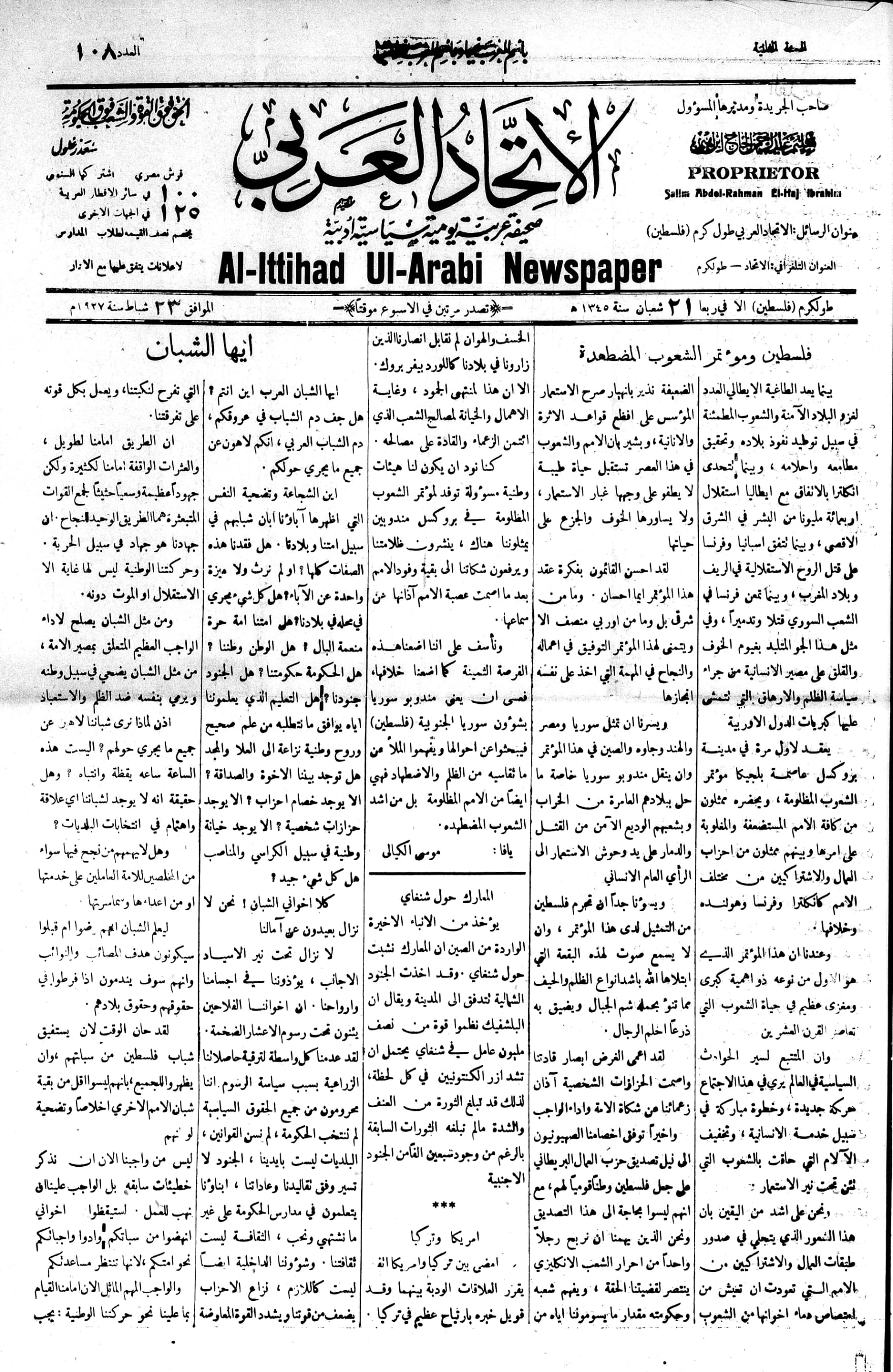
صحيفة الاتحاد العربي.

في 3 سبتمبر 1925 استقبل سليم في مدينة طولكرم الشاعر اللبناني خليل مطران المُلقب بـ «شاعر القطرين» بناءً على دعوةٍ شخصية منه لزيارة المدينة، وقد منح سليم للشاعر مطران شرف المواطنة الفخرية "المُواطنة الكرمية".
في نوفمبر 1928 كان سليم عضوًا في المؤتمر الإسلامي الذي عُقد في مدينة القدس، وهو المؤتمر الذي حضره شخصياتٌ إسلامية من فلسطين وسوريا ولبنان وشرق الأردن لمناقشة سُبل الدفاع عن المسجد الأقصى وحائط البراق والأماكن الإسلامية المُقدسة.
في ديسمبر 1929 اعتقلته سُلطات الانتداب البريطاني برفقة محمد جمجوم وفؤاد حجازي وعطا الزير بتهمة التحريض لثورة البراق وما تلاها من اضطرابات في الأراضي الفلسطينية حينها، فحكمت سُلطات الانتداب البريطاني على سليم بالسجن لمدة ستة شهور قضاها في سجن عكا وأفرجت عنه في 18 يونيو 1930 واستقبلته طولكرم استقبالًا كبيرًا وفق ما كتبت صحيفة صوت الشعب ذلك اليوم، في حين أعدمت الثلاثة جمجوم وحجازي والزير في 17 يونيو 1930. وكان محمد جمجوم قد كتب رسالة وجهها إلى "الزعيم" سليم قبل يومٍ واحدٍ من إعدامه وحملها سليم إلى خارج السجن بعد الإفراج عنه وقد جاء فيها: "الآن ونحن على أبواب الأبدية، مقدمين أرواحنا فداء للوطن المقدس، لفلسطين العزيزة، نتوجه بالرجاء إلى جميع الفلسطينيين، ألا تُنسى دماؤنا المهراقة وأرواحنا التي سترفرف في سماء هذه البلاد المحبوبة". أما فؤاد حجازي فقد كتب وصيته والتي جاء فيها "إلى الأمة الكريمة، إنني حررت وصاياي ومقترحاتي، بحضور السيد سليم عبد الرحمن.. ولتذكر الأمة دومًا، أن في الجهاد حياة، وأن الأمة التي يكثر شهداؤها هي الجديرة بالبقاء، وأن الأمة التي تقف أمام الاستعمار، والسياسة الغاشمة مكتوفة الأيدي، محكوم عليها بالفناء". كما كتب عطا الزير هو الآخر وصيته.
يروي سليم تفاصيل ليلة الإعدام التي عاشها مع الثلاثة، فقد كتب يقول: "في ليلة 17 حزيران 1930، في الثامنة والنصف مساء، دقت أجراس سجن عكا معلنة بلزوم نوم كل سجين، وموت كل حركة مهما كان نوعها. ساد السجن صمت عميق، وفي منتصف الليل جاءني جندي عربي من الحرس يحمل علبة سجائر ماتوسيان، فدسها إلي قائلًا والدموع في عينيه: خذ هذه من فؤاد حجازي، فقبلتها وفتحتها، وإذا بي أقرأ ما خطه يراع فؤاد، ضمن الليلة بقلم رصاص: أنا واثق بأنك يا سليم قلق هذه الليلة، ولن تنام، فتقبل هديتي مع قبلاتي الحارة، يشاركني بهما أخواي جمجوم والزير. فأخفيت العلبة والسجائر، واحتفظت بالغلاف، وبعد برهة أتى جندي عربي آخر، يحمل علبة سجائر ثانية، فأخذتها ووجدت ضمنها تحرير وشكر وثناء موجها إلي من فؤاد ورفيقيه، وموقعًا منهم جميعًا، فدهشت لهؤلاء الذين لم ينسهم دنو ساعة مفارقتهم الحياة إخوانهم وأصدقائهم. وبقينا طيلة ليلة الإعدام نتبادل الخطابات والتحارير السرية حتى مطلع الفجر".
في نهاية العشرينات وبداية الثلاثينات تصاعد نشاط الحركة الوطنية الفلسطينية وأظهر سليم "براعةً" برفقة القيادي عبد الله سمارة عندما أضافا "طابعًا راديكاليًا" على الحركة الوطنية الفلسطينية، وكان سليم "أحد القياديين الهامين في التيار الكفاحي".
في 4 يناير 1932 عُقد "مؤتمر الشباب العربي الفلسطيني" الأول في مدينة يافا والذي ضم في لجنته التنفيذية كلٌ من سليم وجمال الحسيني ويعقوب الغصين ونمر المصري وعبد الغني سنان وآخرين، وفي 27 أكتوبر 1933 اعتقلتهم السُلطات البريطانية جميعهم وبينهم سليم إثر مشاركتهم في مُظاهرة يافا ذلك اليوم.
وفي عام 1935 عمل سليم برفقة السياسي الفلسطيني يعقوب الغصين على عقدِ "مؤتمر الشباب العربي الفلسطيني" الثاني في مدينة حيفا. وفي ذات العام 1935 كان سليم على رأس وفدٍ فلسطينيٍ في زيارةٍ لمصر والتقى خلال الزيارة بشخصياتٍ مصرية عدة؛ منهم رئيس الوزراء المصري مصطفى النحاس، والوزير المصري مكرم عبيد، والمُطربة أم كلثوم، والسياسي المصري كريم ثابت، والصحفي المصري أبو الخير نجيب، وآخرين.
في أبريل 1936 كان سليم أحد مُؤسسي اللجنة القومية في فلسطين وأحد أبرز شخصياتها ومعه في ذلك عبد الله سمارة وخليل صباغ ومنير سختيان وطاهر حنون وآخرين، كما شارك في ذات العام في المؤتمر العام للجنة، وتولى رئاسة اللجنة، وقبل أيامٍ قليلةٍ من اندلاع الثورة الفلسطينية الكبرى فقد أخذ سليم يحشد الجماهير الفلسطينية في طولكرم ويُحرضها للثورة على الانتداب البريطاني، وفي 15 أبريل 1936 قام الفلسطينيين بقتل اثنين من اليهود وإصابة ثالث خلال هجوم على مركبتهم في طولكرم. ونتيجةً لاستمراره بالتحريض على سُلطات الانتداب البريطاني، فقد قامت السلطات البريطانية في صباح يوم السبت 23 مايو 1936 باعتقال سليم رئيس اللجنة القومية في طولكرم ومعه أعضاء اللجنة وزجت بهم في سجن طولكرم، الأمر الذي سبب استنكارًا وإضرابًا عامًا في الأراضي الفلسطينية، فهاجم الفلسطينيون في طولكرم السجن ومركز الشرطة ودار الحكومة ومُعسكر الجيش البريطاني بالحجارة والرصاص والقنابل، واضطرت السلطات البريطانية لتهريب سليم ونفيه إلى قرية طوباس، ورد الفلسطينيون في ذات اليوم بتنفيذ أول معركة مسلحة وهي معركة نور شمس في طولكرم، وأغلقت السلطات البريطانية مداخل مدينة طولكرم لكن مجموعات الثوار الفلسطينيين بقيادة إبراهيم نصار وقادة آخرون هاجموا الدوريات البريطانية، وتحول الإضراب العام إلى ثورة فلسطينية حقيقة عامة، وأعلنت سلطات الانتداب البريطاني حالة الطوارئ في عموم الأراضي الفلسطينية، واشتعلت بذلك الثورة الفلسطينية الكبرى التي استمرت حتى عام 1939، فكان سليم أحد رموز وقادة الثورة.
وبالتزامن مع اشتعال الأوضاع في الأراضي الفلسطينية فقد وصل سليم منفيًا إلى طوباس، فاستقبله الفلسطينيون هناك "بحفاوةٍ بالغةٍ" وأقاموا له هناك المظاهرات الشعبية بمشاركة وفودٍ من طولكرم ونابلس وجنين ومناطق أخرى، فاضطرت السُلطات البريطانية في 26 مايو 1936 لنفيه من جديد وهذه المرة من طوباس إلى قرية عوجة الحفير الفلسطينية الصحراوية قرب الحدود المصرية على طريق الرئيسي الواصل إلى سيناء.
تمكّن سليم بعد ذلك من الفرار من عوجة الحفير إلى العراق، وهناك في العراق عَمِلَ على متابعة أمور الثورة الفلسطينية وساهم في تشكيل "عصبة الدفاع عن فلسطين"، وبدأ في اتصالاته السرية مع سياسيين ووزراء وعساكر عراقيين وعرب منهم فوزي القاوقجي بهدف تنظيم إرسال الأسلحة إلى الثوار الفلسطينيين وحشد المتطوعين العرب للقتال في فلسطين وتجهيز حملة عسكرية لدعم الثورة الفلسطينية.
في مارس 1937 قررت الحكومة العراقية إخراج سليم من أراضيها، ورفضت حكومة شرقي الأردن السماح له بدخول أراضيها، في حين سمحت له مصر بالإقامة لديها مدة ستة أشهر على أن يصل من العراق عن طريق دمشق ثم بيروت ثم البحر المتوسط ثم مصر، لكنه قرر الإقامة في تركيا ثم انتقل منها إلى ألمانيا، وفي آواخر الحرب العالمية الثانية اُعتُقِلَ في ألمانيا من قبل البوليس السري الألماني "الغيستابو" بعد وشايةٍ وإيعازٍ من أمين الحسيني وأعوانه إلى هتلر، وفي هذا يروي الصحفي السياسي الفلسطيني محمد علي الطاهر في كتابه "معتقل هاكستب" قائلًا: "قد مر ذكر سليم عبد الرحمن لما سردت قصة وشاية أعوان الحاج أمين به في أواخر الحرب للجستابو الألماني".
في أغسطس 1946 ساءت حالته الصحية بعد إصابته بمرض السل في معسكرات الاعتقال الألمانية، فمكثف في مستشفى السل في مدينة كلاغنفورت النمساوية. وبتدخلٍ عربيٍ ودوليٍ وبعد مذكرة أرسلتها الجامعة العربية إلى الحكومة البريطانية؛ فقد تمكنّ سليم من العودة إلى مدينة طولكرم في 7 أكتوبر 1946 لأول مرةٍ بعد حوالي 11 عامًا قضاها في خارج فلسطين، فأقيم له حفلُ استقبالٍ شعبيٍ كبير في المدينة فور وصوله، وكان في استقباله في طولكرم وفودٌ فلسطينية من مدن القدس ويافا وحيفا وغزة ونابلس وجنين والخليل وبيسان والناصرة على رأسهم أحمد حلمي عبد الباقي وصلاح الدين صلاح وغيرهم، وكان سليم قد وصل طولكرم عبر محطة قطار طولكرم قادمًا من مصر مرروًا بغزة التي استقبلته هي الأخرى من خلال وجهائها وأهاليها.
في 4 أبريل 1947 تولى منصب المدير العام لصندوق الأمة العربية بعد موافقة أعضاء مجلس إدارة الصندوق بالإجماع على تكليفه بهذا المنصب خلال الاجتماع الذي عُقد في ذلك اليوم في دار بنك الأمة العربية في القدس برئاسة أحمد حلمي عبد الباقي. وبقي سليم مُستَقِرًا في مدينته طولكرم حتى وفاته فيها عام 1963.

## مُؤلفاته
مُنذ بدايات الانتداب البريطاني على فلسطين فقد حرر سليم في الصحف والمجلات وكتب المقالات، وفي عام 1925 أصدر صحيفة الاتحاد العربي في طولكرم، وفي عام 1951 أصدر كتابه "أسرار من برلين" الذي تحدث فيه عن اعتقاله من قبل هتلر خلال الحرب العالمية الثانية.

## حياته الشخصية
والده هو السياسي الفلسطيني عبد الرحمن الحاج إبراهيم رئيس بلدية طولكرم منذ عام 1905 وحتى عام 1938، أما ابن أخيه فهو عالم السياسة والبروفيسور الفلسطيني عبد الرحمن سميح عبد الرحمن الحاج إبراهيم.

## وفاته
تُوفي سليم الحاج إبراهيم في مدينة طولكرم صباح يوم الجمعة 22 نوفمبر 1963، إثر نوبةٍ قلبيةٍ مُفاجِئةٍ أصابته، وقد شُيع جثمانه في مدينة طولكرم بجنازةٍ كبيرةٍ بعد صلاة الجمعة، ودُفِنَ في المدينة.

## قالوا عنه
- يقول محمد عزة دروزة في مذكراته عن سليم: «وكنا نختلف معه في بعض المواقف في نطاق الفتاة (جمعية العربية الفتاة)، غير أنه ظل بارزًا نشيطًا ذا حيز كبير طيلة عهد فيصل، وكان ممن حكم عليه الإفرنسيون غيابيًا بالإعدام. وظلت صلتنا به مستمرة بعد سقوط هذا العهد والعودة إلى فلسطين، وظل ردحًا غير قصير محتفظًا بحيويته ونشاطه في المجال السياسي ملتزمًا بالخط الوطني السليم، وكان يشترك في المؤتمرات واللجان ممثلًا لطولكرم، واستقطب كثيرًا من الشباب حوله بنشاطه وكثرة تحركاته وحماسه حتى صار اسمه على كل لسان، وحتى لقد كانت وصية الشهداء الثلاثة جمجوم والزير وحجازي الذين أعدمتهم السلطات في ظروف ثورة البراق عام 1929 موجهةً إليه».[13]

## وصلات خارجية
- صورة لسليم الحاج إبراهيم عام 1936.
- صورة لسليم خلال الاحتفال بيوم فلسطين في لبنان في الأربعينات.
- صورة لسليم برفقة محمد علي الطاهر وصبحي أبو غنيمة في دمشق عام 1955.